# اسکاتیش فولد
اسکاتیش فولد (به انگلیسی: Scottish Fold) نژادی از گربه‌های خانگی دارای یک جهش ژنی غالب است. این جهش بر ایجاد طبیعی غضروف‌ها در سراسر بدن حیوان تأثیر می‌گذارد و باعث می‌شود گوش‌ها جمع شده و به سمت پایین و جلوی سَر، خم شوند که به نوعی به این گربه ظاهری یادآور ظاهر یک جغد می‌دهد.

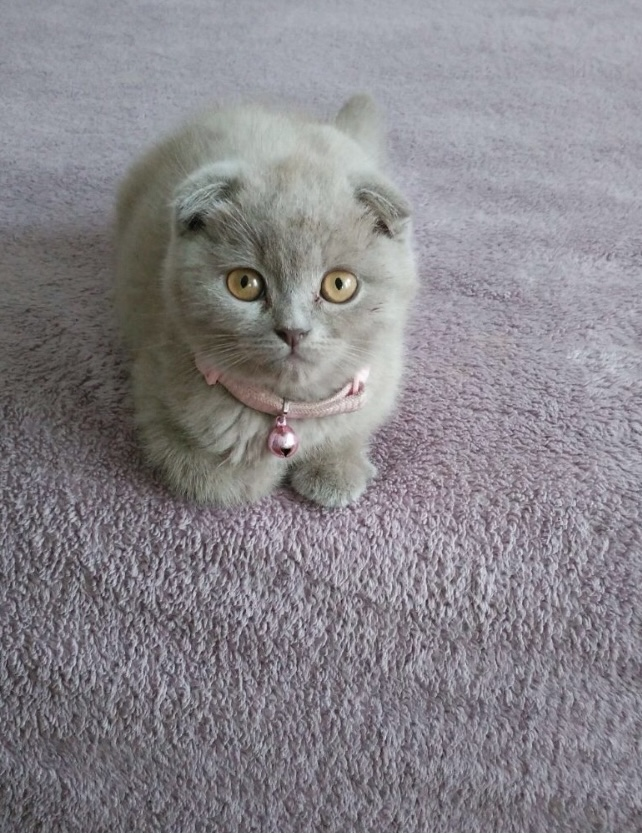
بچه گربه اسکاتیش فولد

نام اسکاتیش فولد در سال ۱۹۶۶ برای این نژاد از گربه انتخاب شد.

## تاریخچه

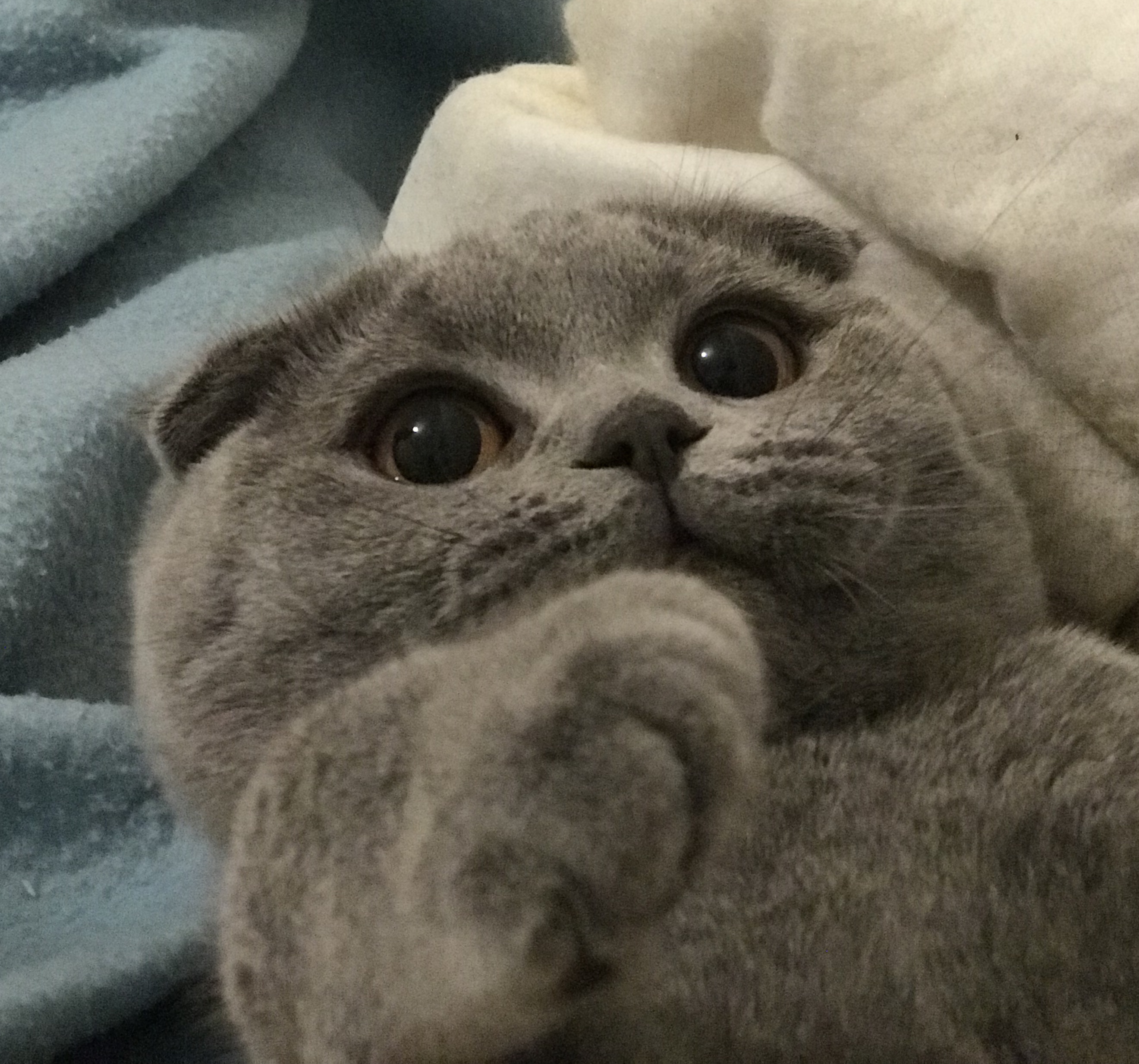

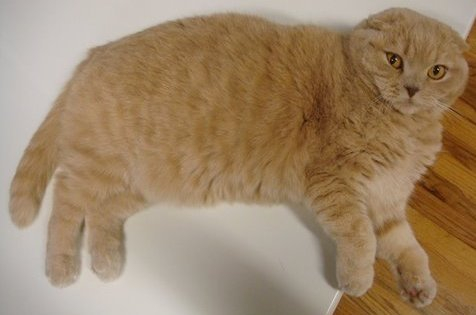

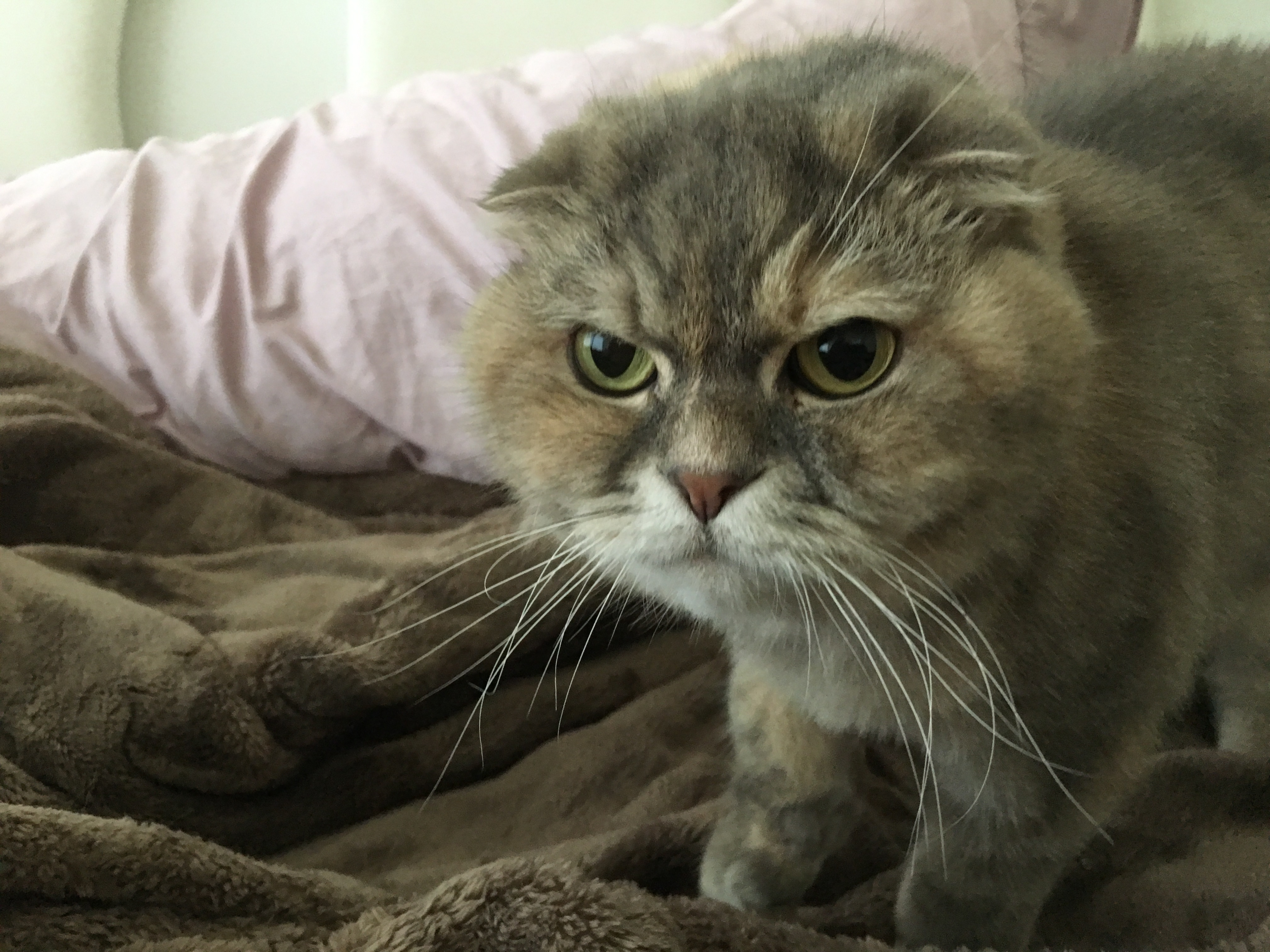
یک اسکاتیش فولد ماده

اولین اسکاتیش فولد، یک گربه سفید به نام سوزی بود که در مزرعه‌ای در نزدیکی کوپار آنگوس در پرتشایر اسکاتلند در سال ۱۹۶۱ مشاهده شد. گوش‌های سوزی دارای یک چین غیرمعمول در وسط آن‌ها بود و او را شبیه یک جغد می‌کرد. وقتی سوزی بچه‌دار شد، دو تا از توله‌ها با گوش‌هایی خمیده متولد شدند. یکی از آن توله‌ها توسط ویلیام راس، یک کشاورز علاقه‌مند به گربه خریداری شد. راس پس از ثبت نژاد این گربه در انگلستان، پرورش و تکثیر گربه‌های اسکاتیش را با کمک یک متخصص ژنتیک به‌نام پَت ترنر آغاز کرد. آن‌ها در برنامه به‌نژادی خود، ۷۶ بچه گربه را در سه سال اول تولید کردند که ۴۲ بچه با گوش‌های تا شده و ۳۴ مورد دارای گوش‌های عادی بودند. از دید ژنتیکی نتیجه این بود که جهش موجب پیچیدگی گوش، حاصل وراثت یک ژن غالب است. همه گربه‌های اسکاتیش فولد، دارای اصل و نسب مشترکی با سوزی هستند.

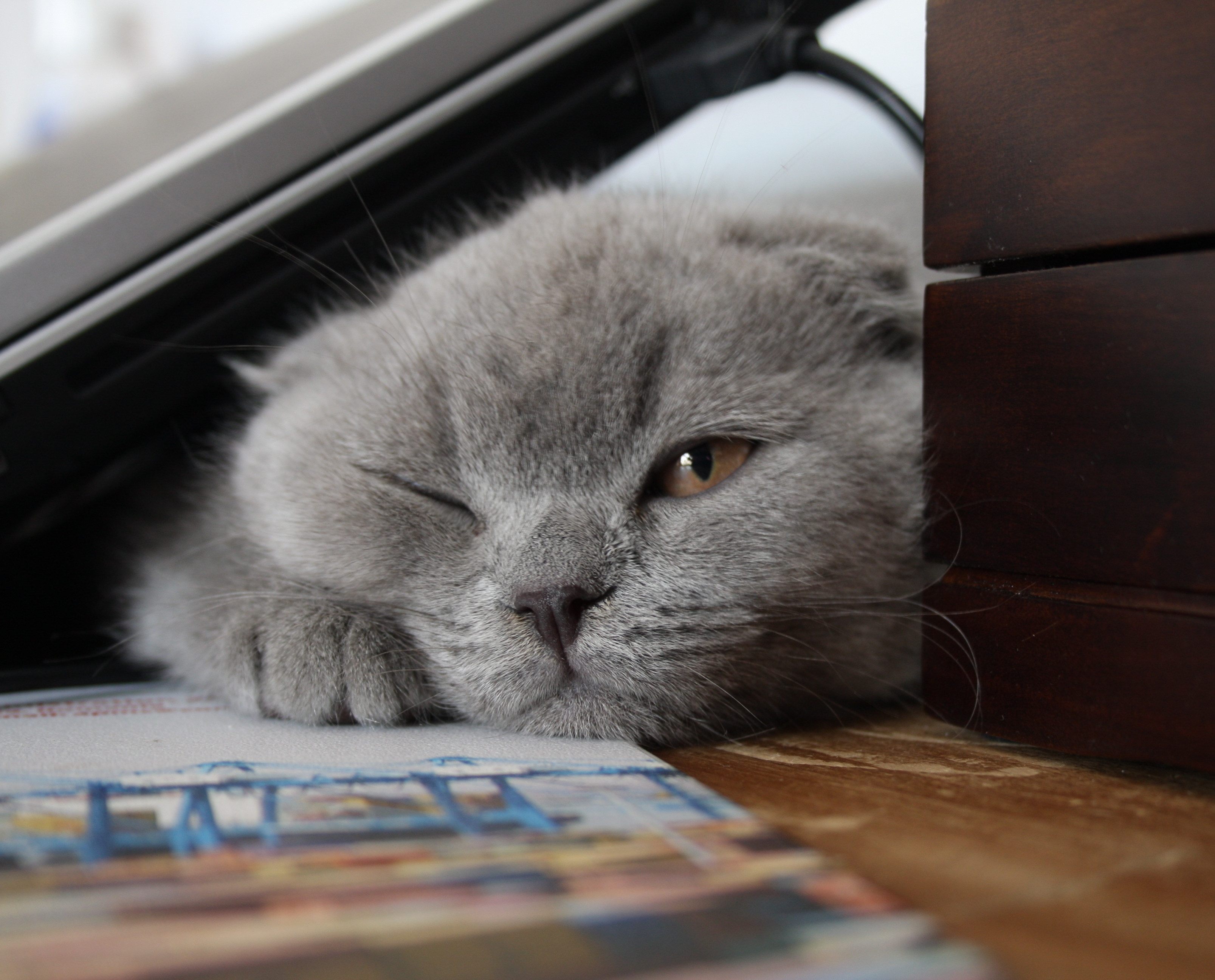
بچه گربه اسکاتیش فولد ۳ ماهه

## محبوبیت
ویژگی‌های جسمانی متمایز و نادر این نژاد، ان را به یکی از حیوانات خانگی بسیار پرطرفدار تبدیل کرد. بچه گربه‌های فولد به‌طور قابل توجهی بیشتر از بچه گربه‌ها از نژادهای دیگر قیمت دارند. این نژاد در بین سلبریتی‌ها نیز محبوب است، یکی از آن‌ها تیلور سویفت است که نام دو گربه اسکاتیش خود را بر اساس دو شخصیت داستانی معروف، " مردیت گری " و " اولیویا بنسون " انتخاب کرده‌است.

## ویژگی‌ها

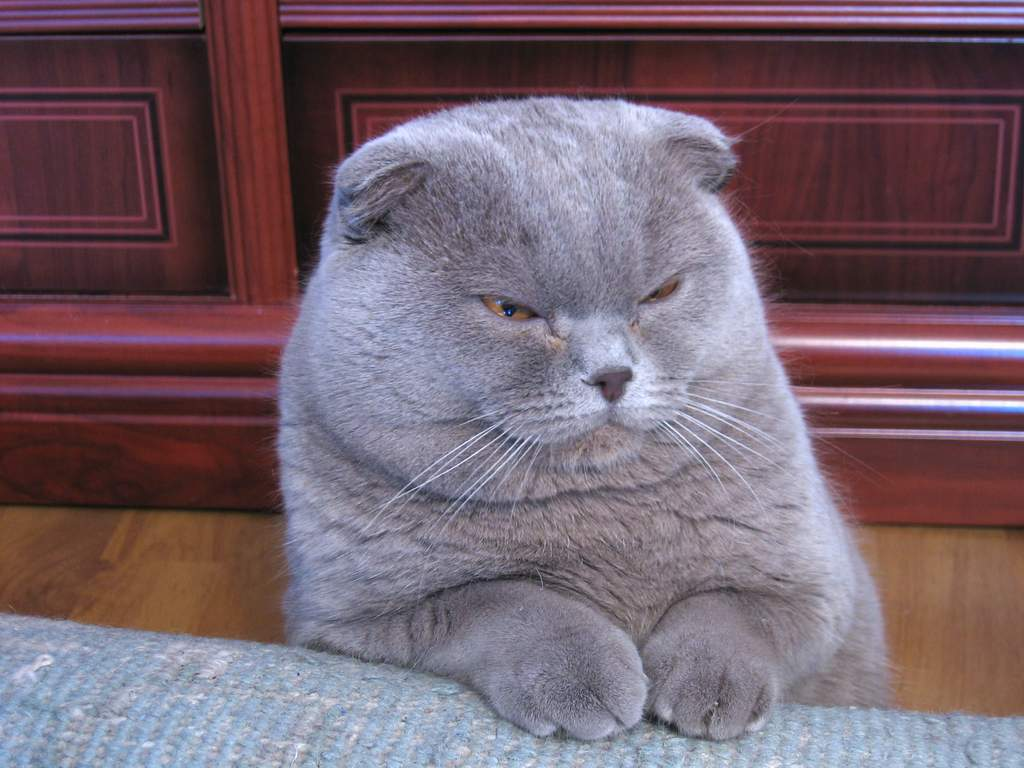

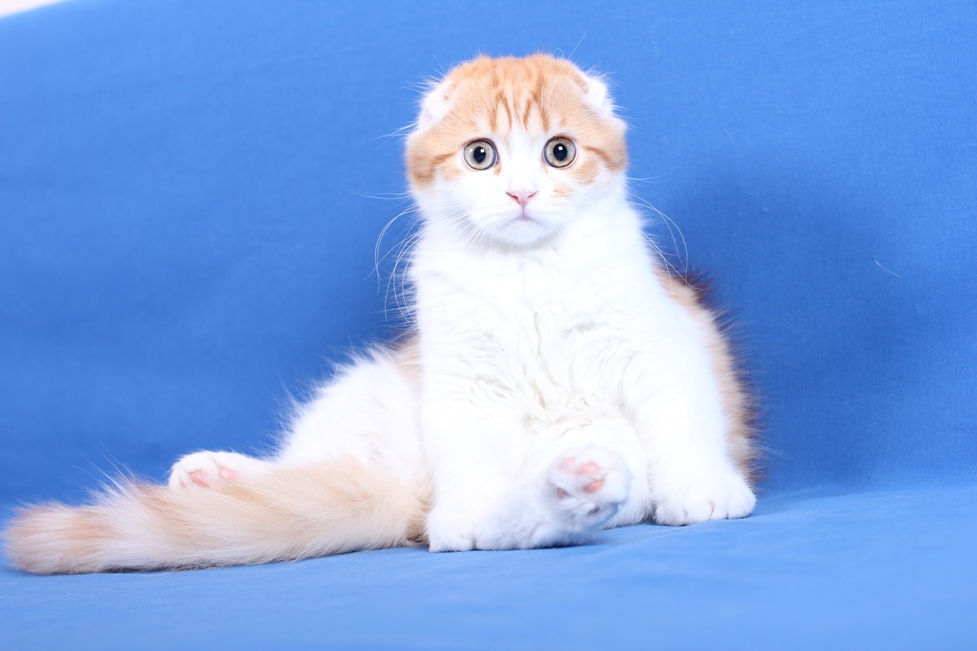
بچه گربه اسکاتیش موبلند

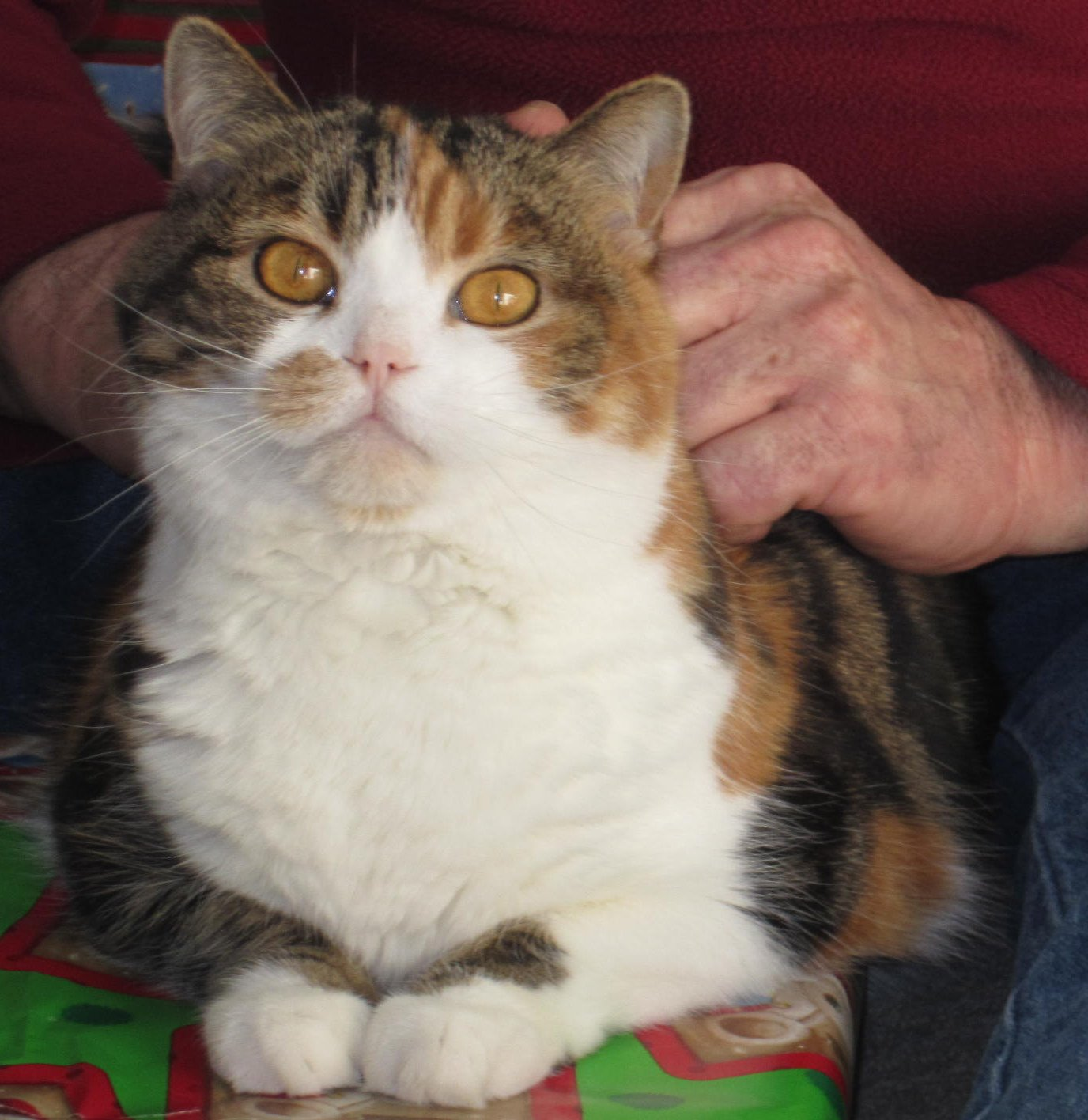
اسکاتیش فولد با گوش‌های راست و نرمال

گربهٔ اسکاتیش، یک گربه با جثهٔ متوسط است و نرها معمولاً ۴ تا ۶ کیلوگرم و ماده‌ها ۲٫۷ تا ۴ کیلوگرم وزن دارند. کل ساختار بدن فولدها، به‌ویژه سر و صورت، به‌طور کلی گِرد و چشم‌ها نیز بزرگ، گرد و دور از هم هستند. بینی، کوتاه با یک انحنای ملایم و پاها، متوسط تا کوتاه و گردن، بسیار کوتاه است.

### پوشش بدن

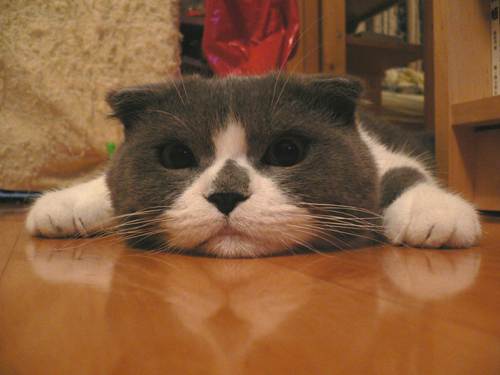
اسکاتیش آبی - سفید

اسکاتیش‌ها می‌توانند موهای بلند یا کوتاه داشته باشند و تقریباً هر رنگ پوشش یا ترکیبی از رنگ‌ها از جمله سفید را داشته باشند. موکوتاه‌ها دارای خزی ضخیم و نرم هستند و مو بلندها دارای خز بلندتر و فوق‌العاده متراکم در بالای ران، انگشتان پا، گوش‌ها و دم هستند.

### عادت‌ها
اسکاتیش‌ها به خوابیدن به پشت معروف هستند. آن‌ها معمولاً صداهای ملایمی دارند و مجموعه‌ای پیچیده از میو و غرغرهایی را که در نژادهای دیگر، کمتر یافت می‌شود، به نمایش می‌گذارند.

## مشکلات سلامتی

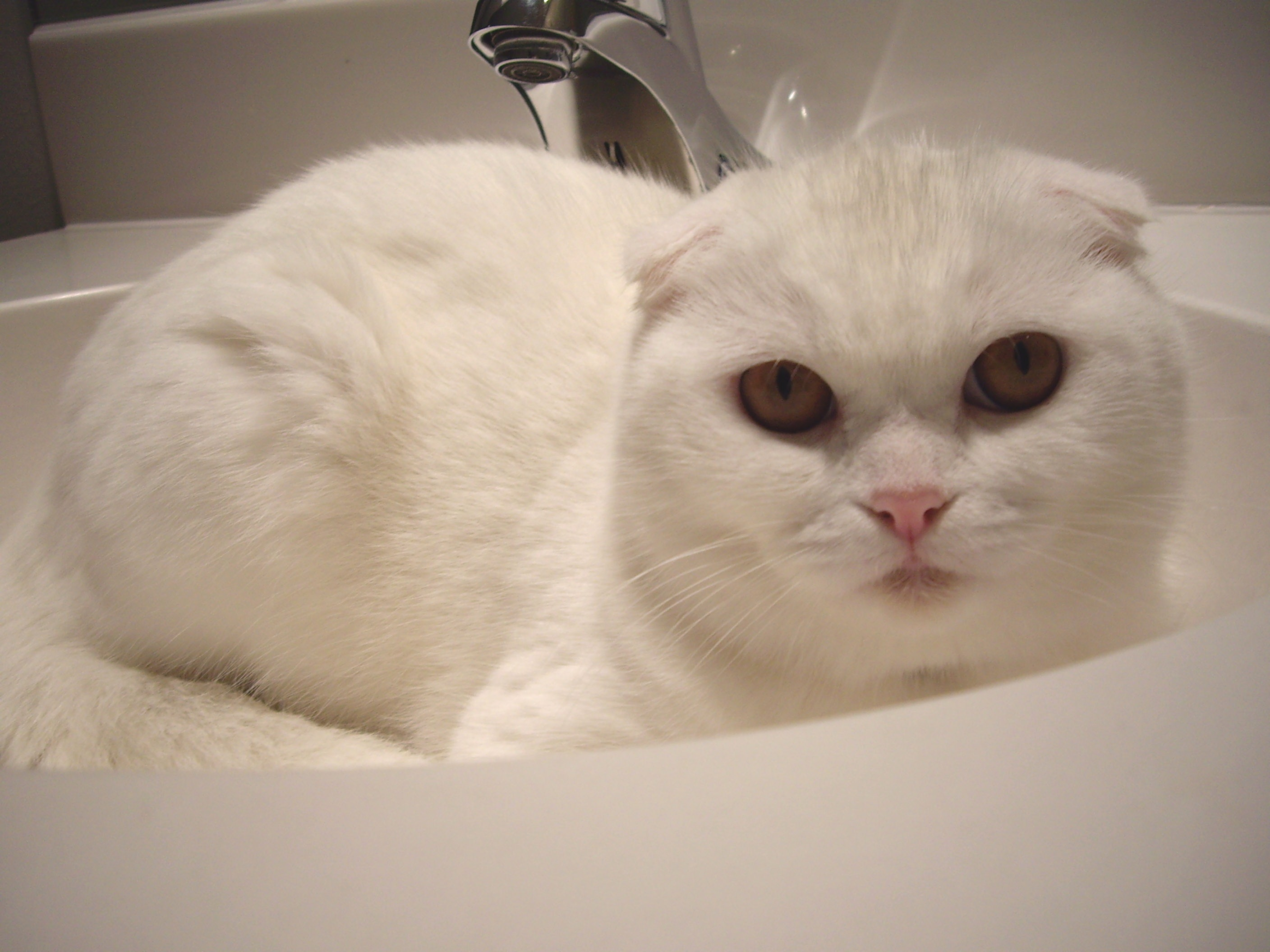
یک اسکاتیش فولد سفید

طول عمر اسکاتیش فولدها به‌طور معمول ۱۵ سال است. گربه‌های این نژاد، مستعد بیماری کلیه پلی‌کیستیک (PKD) و کاردیومیوپاتی یا بیماری ماهیچه قلب هستند. آن‌ها همچنین مستعد بیماری‌های دژنراتیو مفصلی هستند که بیشتر بر دُم، مچ پاها و زانو تأثیر می‌گذارد و باعث کاهش دامنه حرکتی می‌شود.

### اُستئوکندرو دیسپلازی
اُستئوکندرو دیسپلازی (OCD) یک اختلال رشدی است که بر رشد غضروف و استخوان در سراسر بدن تأثیر می‌گذارد. این وضعیت باعث می‌شود که گوش در اسکاتیش‌ها، چین بخورد. طبق مطالعات انجام شده، همهٔ گربه‌های این نژاد، با شدت‌های مختلف، تحت تأثیر آن قرار می‌گیرند. اسکاتیش‌های هموزیگوت به‌طور شدیدتری تحت تأثیر ناهنجاری ساختار استخوانی قرار می‌گیرند و در سنین پایین به بیماری‌های بسیار دردناک مفصلی مانند آرتروز مبتلا می‌شوند. این بیماری همچنین اسکاتیش‌های هتروزیگوت را تحت تأثیر قرار می‌دهد، اما معمولاً به میزان بسیار کمتر و در سنین بالاتر. برخی از گربه‌های این نژاد نیز فاقد علائم این بیماری هستند. دیگر بیماری شایع در این گربه‌ها آرتریت یا التهاب مفصلی پیش‌رونده با شدت‌های مختلف است.
مطالعات نشان داده‌اند که بی نظمی در اندازه و شکل استخوان‌های تارس، مچ دست، متاتارس و متاکارپال و مهره‌های دمی، در موارد پیشرفته در نژاد گربه اسکاتیش وجود دارد.
اختلالات ژنتیکی و بیماری‌های دردناک و بسیار شایع این گربه‌ها همواره مسائل اخلاقی را در مورد تکثیرکنندگان و خریداران این گربه‌ها مطرح کرده‌است. برخی از محققان توصیه می‌کنند که پرورش و تکثیر گربه اسکاتیش، به کلی متوقف شود و تکثیر و خرید و فروش این نژاد گربه را غیراخلاقی و نوعی حیوان‌آزاری می‌دانند.

## گربه‌ای که به پاریس رفت
رمان کوتاه گربه‌ای که به پاریس رفت اثر پیتر گترز، زندگی او و گربه‌اش، نورتون را از اولین ملاقات آن‌ها تا مرگ ناگهانی نورتون و تجربیات گترز پس از دست دادن نورتون را روایت می‌کند.